# Play by forum

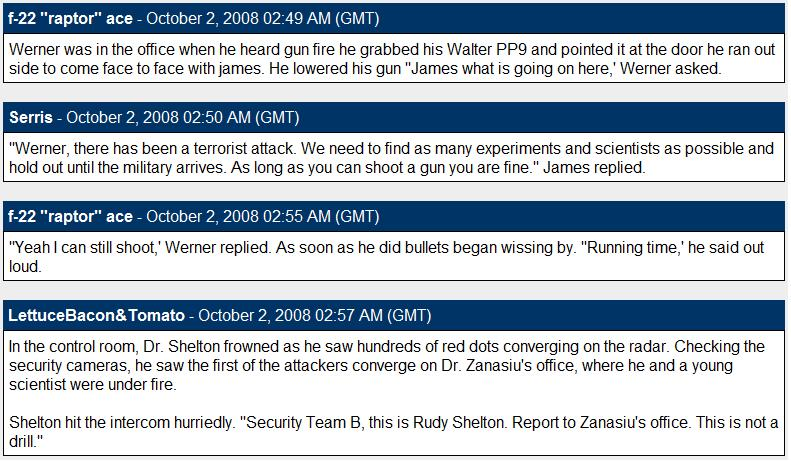
Przykład gry przez forum

Played by Forum (rozgrywane na forum; PBF, gra przez forum, potocznie gra tekstowa lub gra forumowa ang. Play-by-post RPG) – tekstowa gra online RPG (ang. online text-based role-playing game) rozgrywana na forum dyskusyjnym, w której gracze (od kilku do kilkuset) wcielają się w role fikcyjnych postaci lub kierują całymi grupami lub strukturami (jak organizacje, wirtualne państwa, społeczności).
Rozgrywka toczy się w świecie przyjętym na forum dyskusyjnym. Może to być zarówno świat autorski, jak i oparty na istniejących już tworach kultury (jak światy przedstawione w sztuce). Najpopularniejsze są światy fantastyczne oraz zaczerpnięte z popularnych seriali obyczajowych.
Rozróżniamy dwa rodzaje gier typu PBF:
1. Gra forumowa – gdy całe forum lub jego duża część poświęcone jest rozgrywce, określone działy służą za lokacje, a tematy to poszczególne miejsca lub wątki fabularne. W taką grę może grać nieograniczona liczba osób (zazwyczaj gra w nią większość użytkowników danego forum).
2. Sesja forumowa – to inna postać zwykłej sesji RPG rozgrywanej w Internecie. Udział bierze tu zwykle nie więcej graczy, niż w zwykłej sesji, a gra toczy się w obrębie jednego tematu na forum, w którym gracze piszą, co robią ich postacie, a MG opisuje świat i jego reakcje na zachowania bohaterów.

W przeciwieństwie do tradycyjnych gier RPG, gra na forum może trwać znacznie dłużej i często nie ma określonych ram czasowych. Akcja jednego bohatera może nastąpić nawet po kilku dniach od ostatniego posta innego gracza.
Aby rozpocząć grę PBF należy założyć internetowe forum dyskusyjne lub zarejestrować się na forum, gdzie już prowadzona jest rozgrywka.